# Canción Andaluza
Canción Andaluza é o último álbum de estúdio do músico espanhol Paco de Lucía, lançado em 29 de abril de 2014 pela Universal Music Spain. Foi lançado postumamente após sua morte em 25 de fevereiro de 2014. Produzido pelo próprio de Lucía, conta com colaborações com os cantores de flamenco Estrella Morente e Vicente Castro "Parrita" e com o músico de salsa venezuelano Oscar D'León.
No 15º Grammy Latino, o álbum ganhou o prêmio de Álbum do Ano, tornando-se o primeiro de música flamenca a ganhar nesta categoria.

## Antecedentes
Canción Andaluza marcou o primeiro álbum de estúdio de de Lucía em dez anos desde Cositas Buenas, lançado em 2014. O álbum foi gravado na Casa Paco, sua residência em Palma de Mallorca, Espanha entre o final de 2012 e início de 2013, com a pós-produção de sendo o álbum marcado pela morte de de Lucía, falecido em 25 de fevereiro de 2014 em Playa del Carmen, México. A produção do álbum apareceu no documentário de 2014 Paco de Lucía: La Búsqueda, dirigido por Francisco Sánchez Varela. A capa do álbum é um retrato de Lucía, tirado por sua esposa Gabriela Canseco.

## Faixas
| Canción Andaluza |                                                        |                |         |  |
| N.º              | Título                                                 | Producer(s)    | Duração |  |
| 1.               | "Maria de la O"                                        |                | 3:56    |  |
| 2.               | "Ojos Verdes"                                          |                | 4:46    |  |
| 3.               | "Romance de Valentía"                                  |                | 4:03    |  |
| 4.               | "Te He de Querer Mientras Viva" (com Estrella Morente) |                | 3:36    |  |
| 5.               | "La Chiquita Piconera"                                 |                | 3:22    |  |
| 6.               | "Zambra Gitana" (com Parrita)                          |                | 4:06    |  |
| 7.               | "Quiroga por Bulerías"                                 |                | 6:10    |  |
| 8.               | "Señorita" (com Oscar D'León)                          |                | 5:52    |  |
| Duração total:   | Duração total:                                         | Duração total: | 35:50   |  |